# 眾恩祠
25°02′11″N 121°33′16″E / 25.036297°N 121.554550°E
眾恩祠，是位於臺灣臺北市大安區敦煌里、臺北國泰綜合醫院仁愛院區停車場旁的石頭公廟。

## 建立
位於臺北國泰醫院停車場的眾恩祠，據聞作為主神的石塊是1970年代建院打地基時挖到，當時工人曾想把該石打碎移除，隔天就突發怪病，遂傳出石頭顯靈。
約1997年國泰醫院蓋分院時，正式對石頭公加建圍牆成立廟宇。屬於大安區敦煌里。廟宇位置隱密，不細找難以發現。建廟後，有義工會作清潔工作，石頭逐漸出現銀色類似結晶的東西。

## 祭祀
病患會摸此石頭公，認為這能帶給他們健康。傳說廟神治癒病患的神蹟愈傳愈多，病友還請了三太子、觀世音、關公、土地公、土地婆等。在中元節時，醫院院長陳楷模也會率領員工到此上香祭拜。
此廟也祭拜醫公醫婆。該廟義工姜怡平表示信眾會帶祭品對祂們許願，醫婆若給聖筊，那麼吃供品的人就要擔業障，就比如說個小病。除供品不能亂吃，拜拜時間也有分，白日祭拜為還願答謝，晚上8點過後幾乎都是病危者家屬前來祈求渡過難關。